# John Attard Montalto
John Attard Montalto (n. 7 februarie 1953, Tas-Sliema, Eastern Region (Lvant)⁠(d), Malta) este un om politic maltez, membru al Parlamentului European în perioada 2004-2009 din partea Maltei.
1. ↑  Deputații în Parlamentul European
2. 1 2 3 4  pace.coe.int